# Fiktivt språk
Ett fiktivt språk är ett språk som har skapats för att användas i olika former av underhållning, som böcker, filmer och TV-serier. Ett exempel är språket quenya, som alverna pratar i J.R.R. Tolkiens Sagan om Ringen, sindarin, alteranernas språk i Stargate-universumet eller syldaviska i Tintins äventyr.